# Gran Premi d'Àustria del 2014
El Gran Premi d'Àustria de Fórmula 1 de la temporada 2014 s'ha disputat al circuit de A1-Ring del 20 al 22 de juny del 2014.

## Resultats de la qualificació
| Pos                  | No | Pilot             | Constructor          | Part 1   | Part 2   | Part 3      | Sortida |
| -------------------- | -- | ----------------- | -------------------- | -------- | -------- | ----------- | ------- |
| 1                    | 19 | Felipe Massa      | Williams-Mercedes    | 1:10.292 | 1:09.239 | 1:08.759    | 1       |
| 2                    | 77 | Valtteri Bottas   | Williams-Mercedes    | 1:10.356 | 1:09.096 | 1:08.846    | 2       |
| 3                    | 6  | Nico Rosberg      | Mercedes             | 1:09.695 | 1:08.974 | 1:08.944    | 3       |
| 4                    | 14 | Fernando Alonso   | Ferrari              | 1:10.405 | 1:09.479 | 1:09.285    | 4       |
| 5                    | 3  | Daniel Ricciardo  | Red Bull-Renault     | 1:10.395 | 1:09.638 | 1:09.466    | 5       |
| 6                    | 20 | Kevin Magnussen   | McLaren-Mercedes     | 1:10.081 | 1:09.473 | 1:09.515    | 6       |
| 7                    | 26 | Daniïl Kviat      | Toro Rosso-Renault   | 1:09.678 | 1:09.490 | 1:09.619    | 7       |
| 8                    | 7  | Kimi Räikkönen    | Ferrari              | 1:10.285 | 1:09.657 | 1:10.795    | 8       |
| 9                    | 44 | Lewis Hamilton    | Mercedes             | 1:09.514 | 1.09.092 | Sense temps | 9       |
| 10                   | 27 | Nico Hülkenberg   | Force India-Mercedes | 1:10.389 | 1:09.624 | Sense temps | 10      |
| 11                   | 11 | Sergio Pérez      | Force India-Mercedes | 1:10.124 | 1:09.754 |             | 151     |
| 12                   | 22 | Jenson Button     | McLaren-Mercedes     | 1:10.252 | 1:09.780 |             | 11      |
| 13                   | 1  | Sebastian Vettel  | Red Bull-Renault     | 1:10.630 | 1:09.801 |             | 12      |
| 14                   | 13 | Pastor Maldonado  | Lotus-Renault        | 1:10.821 | 1:09.939 |             | 13      |
| 15                   | 25 | Jean-Éric Vergne  | Toro Rosso-Renault   | 1:10.161 | 1:10.073 |             | 14      |
| 16                   | 8  | Romain Grosjean   | Lotus-Renault        | 1:10.461 | 1:10.642 |             | PL2     |
| 17                   | 99 | Adrian Sutil      | Sauber-Ferrari       | 1:10.825 |          |             | 16      |
| 18                   | 21 | Esteban Gutiérrez | Sauber-Ferrari       | 1:11.349 |          |             | 17      |
| 19                   | 17 | Jules Bianchi     | Marussia-Ferrari     | 1:11.412 |          |             | 18      |
| 20                   | 10 | Kamui Kobayashi   | Caterham-Renault     | 1:11.673 |          |             | 19      |
| 21                   | 4  | Max Chilton       | Marussia-Ferrari     | 1:11.775 |          |             | 213     |
| 22                   | 9  | Marcus Ericsson   | Caterham-Renault     | 1:12.673 |          |             | 20      |
| 107% temps: 1:14.379 |    |                   |                      |          |          |             |         |
| Font:                |    |                   |                      |          |          |             |         |

Notes:
- ^1  — Sergio Pérez ha estat penalitzat amb 5 posicions a la graella de sortida per una penalització imposada al GP anterior.[2]
- ^2  — Romain Grosjean va qualificar el setzè però va sortir des del pit lane per substituir la caixa de canvi.[3]
- ^3  — Max Chilton ha estat penalitzat amb tres posicions a la graella de sortida per causar una col·lisió amb Jules Bianchi al GP anterior.[4]

## Resultats de la Cursa
| Pos   | No | Pilot             | Constructor          | Voltes | Temps / Retirada  | Pos.Sortida | Punts |
| ----- | -- | ----------------- | -------------------- | ------ | ----------------- | ----------- | ----- |
| 1     | 6  | Nico Rosberg      | Mercedes             | 71     | 1h 27'54.976      | 3           | 25    |
| 2     | 44 | Lewis Hamilton    | Mercedes             | 71     | + 1.932 s         | 9           | 18    |
| 3     | 77 | Valtteri Bottas   | Williams-Mercedes    | 71     | + 8.172 s         | 2           | 15    |
| 4     | 19 | Felipe Massa      | Williams-Mercedes    | 71     | + 17.357 s        | 1           | 12    |
| 5     | 14 | Fernando Alonso   | Ferrari              | 71     | + 18.553 s        | 4           | 10    |
| 6     | 11 | Sergio Pérez      | Force India-Mercedes | 71     | + 28.546 s        | 15          | 8     |
| 7     | 20 | Kevin Magnussen   | McLaren-Mercedes     | 71     | +3 2.031 s        | 6           | 6     |
| 8     | 3  | Daniel Ricciardo  | Red Bull-Renault     | 71     | + 43.522 s        | 5           | 4     |
| 9     | 27 | Nico Hülkenberg   | Force India-Mercedes | 71     | + 44.137 s        | 10          | 2     |
| 10    | 7  | Kimi Räikkönen    | Ferrari              | 71     | + 47.777 s        | 8           | 1     |
| 11    | 22 | Jenson Button     | McLaren-Mercedes     | 71     | + 50.966 s        | 11          |       |
| 12    | 13 | Pastor Maldonado  | Lotus-Renault        | 70     | + 1 Volta         | 13          |       |
| 13    | 99 | Adrian Sutil      | Sauber-Ferrari       | 70     | + 1 Volta         | 16          |       |
| 14    | 8  | Romain Grosjean   | Lotus-Renault        | 70     | + 1 Volta         | PL          |       |
| 15    | 17 | Jules Bianchi     | Marussia-Ferrari     | 69     | + 2 Voltes        | 18          |       |
| 16    | 10 | Kamui Kobayashi   | Caterham-Renault     | 69     | + 2 Voltes        | 19          |       |
| 17    | 4  | Max Chilton       | Marussia-Ferrari     | 69     | + 2 Voltes        | 21          |       |
| 18    | 9  | Marcus Ericsson   | Caterham-Renault     | 69     | + 2 Voltes        | 20          |       |
| 19    | 21 | Esteban Gutiérrez | Sauber-Ferrari       | 69     | + 2 Voltes        | 17          |       |
| Ret   | 25 | Jean-Éric Vergne  | Toro Rosso-Renault   | 59     | Frens             | 14          |       |
| Ret   | 1  | Sebastian Vettel  | Red Bull-Renault     | 34     | Prob. Electrònics | 12          |       |
| Ret   | 26 | Daniïl Kviat      | Toro Rosso-Renault   | 24     | Suspensions       | 7           |       |
| Font: |    |                   |                      |        |                   |             |       |